# Корінт (Кентуккі)
Корінт (англ. Corinth) — місто (англ. city) в США, в округах Грант і Скотт штату Кентуккі. Населення — 226 осіб (2020).

## Географія
Корінт розташований за координатами 38°29′59″ пн. ш. 84°36′29″ зх. д. / 38.49972° пн. ш. 84.60806° зх. д. (38.499633, -84.608194).  За даними Бюро перепису населення США в 2010 році місто мало площу 5,53 км², з яких 5,49 км² — суходіл та 0,04 км² — водойми.

## Демографія
Згідно з переписом 2010 року, у місті мешкали 232 особи в 90 домогосподарствах у складі 59 родин. Густота населення становила 42 особи/км².  Було 113 помешкання (20/км²).
Расовий склад населення:
| - 94,8 % — білих - 0,9 % — чорних або афроамериканців - 0,4 % — корінних американців - 1,3 % — осіб інших рас |

До двох чи більше рас належало 2,6 %. Частка іспаномовних становила 2,2 % від усіх жителів.
За віковим діапазоном населення розподілялося таким чином: 30,6 % — особи молодші 18 років, 55,2 % — особи у віці 18—64 років, 14,2 % — особи у віці 65 років та старші. Медіана віку мешканця становила 34,7 року. На 100 осіб жіночої статі у місті припадало 79,8 чоловіків;  на 100 жінок у віці від 18 років та старших — 75,0 чоловіків також старших 18 років.
За межею бідності перебувало 26,6 % осіб, у тому числі 50,0 % дітей у віці до 18 років та 17,9 % осіб у віці 65 років та старших.
Цивільне працевлаштоване населення становило 56 осіб. Основні галузі зайнятості: виробництво — 35,7 %, роздрібна торгівля — 14,3 %, мистецтво, розваги та відпочинок — 12,5 %.